# Scardostrenia
Scardostrenia là một chi bướm đêm thuộc họ Geometridae.